# The Mumbai Murders
Pour plus de détails, voir Fiche technique et Distribution.
The Mumbai Murders (Raman Raghav 2.0 ou Psycho Raman) est un thriller psychologique néo-noir indien, réalisé par Anurag Kashyap, sorti en 2016,,.

## Synopsis
À Mumbai, en 2015, un déséquilibré se prend pour le successeur de Raman Raghav (Nawazuddin Siddiqui), tueur en série des années 1960. Il croise sur sa route Raghavan, jeune commissaire brillant, mais en proie à ses propres démons.

## Fiche technique
Sauf indication contraire, les informations mentionnées dans cette section peuvent être confirmées par la base de données cinématographiques IMDb,  présente dans la section « Liens externes ».
- Titre en France : The Mumbai Murders
- Titre international : Psycho Raman
- Titre original : Raman Raghav 2.0
- Réalisation : Anurag Kashyap
- Scénario : Vasan Bala, Anurag Kashyap
- Casting : Mukesh Chhabra
- Décors : Tiya Tejpal
- Costumes : Shruti Kapoor
- Maquillage : Tarannum Khan
- Son : Vinit D'Souza
- Photographie : Jay Oza
- Montage : Aarti Bajaj
- Musique : Ram Sampath
- Paroles : Varun Grover
- Production : Vikas Bahl, Vikramaditya Motwane
- Sociétés de production : Phantom Films
- Sociétés de distribution : Reliance Entertainment (Inde), Happiness Distribution (France)
- Sociétés d'effets spéciaux : Plexus
- Pays d'origine :  Inde
- Langue : hindi
- Format : couleurs - 2,35:1 - DTS / Dolby Digital / SDDS - 35 mm
- Genre : Drame, policier, thriller
- Durée : 127 minutes (2 h 07)
- Dates de sortie :
  -  France : 16 mai 2016 (Festival de Cannes 2016), 20 novembre 2018 (sortie nationale)
  -  Inde : 24 juin 2016

## Distribution
- Nawazuddin Siddiqui : Raman Raghav
- Vicky Kaushal : commissaire Raghavan
- Sobhita Dhuliwala : Smrutika "Simmy" Naidu
- Amruta Subhash : Lakshmi
- Anuschka Sawhney : Ankita

## Distinctions

### Récompenses
| Date                  | Distinction                | Catégorie                                                      | Nom                 | Résultat   |
| --------------------- | -------------------------- | -------------------------------------------------------------- | ------------------- | ---------- |
| 8 au 19 juin 2016     | Festival du film de Sydney | Meilleur film                                                  | Anurag Kashyap      | Nomination |
| 21 au 31 octobre 2013 | PIFAN                      | Prix asiatique de la Fédération européenne du film fantastique | Anurag Kashyap      | Lauréat    |
| 9 au 17 novembre 2016 | FANCINE                    | Meilleur réalisateur                                           | Anurag Kashyap      | Lauréat    |
| 9 au 17 novembre 2016 | FANCINE                    | Meilleur acteur                                                | Nawazuddin Siddiqui | Lauréat    |
| 9 au 17 novembre 2016 | FANCINE                    | Meilleur scénario                                              | Vasan Bala          | Lauréat    |

### Sélections
- Festival de Cannes 2016 : sélection à la Quinzaine des réalisateurs.
- Festival international du film fantastique de Neuchâtel 2016 : sélection en section New cinema from Asia.